# جان سی. براون
جان کالوین براون (John Calvin Brown) (زادهٔ ۶ ژانویه ۱۸۲۷ - درگذشتهٔ ۱۷ اوت ۱۸۸۹)، عضو ارتش مؤتلفه، سیاستمدار و بازرگان آمریکایی بود. اگرچه او در اصل مخالف جدایی بود اما در جریان جنگ‌های داخلی آمریکا برای مؤتلفه جنگید و در نهایت به درجه سرلشکری رسید. او بعدها به عنوان نوزدهمین فرماندار ایالت تنسی از سال ۱۸۷۱ تا ۱۸۷۵ خدمت کرد و همچنین در سال ۱۸۷۰ رئیس کنوانسیون قانون اساسی این ایالت بود که قانون اساسی کنونی ایالت تنسی را نوشت.
براون که یکی از رهبران دموکرات‌های بوربون این ایالت بود، بخش عمده‌ای از زمان فرمانداری خود را به حل مسائل بدهی‌های سودی ایالت اختصاص داد. به دنبال دوران زمام‌داری او در ریاست ایالت یکی از هواخواهان ساخت راه‌آهن بود که به همین دلیل او مدت کوتاهی به عنوان رئیس راه‌آهن تگزاس و اقیانوس آرام در سال ۱۸۸۸ و در سال ۱۸۸۹ به عنوان رئیس شرکت زغال‌سنگ، آهن و راه‌آهن ایالت تنسی خدمت کرد.

## اوایل زندگی، تحصیلات
جان کالوین براون پسر دانکین و مارگارت اسمیت براون در شهرستان گیلز، تنسی زاده شد. او برادر کوچک نیل اس. براون بود که در اواخر دهه ۱۸۴۰ فرماندار ایالت تنسی بود. جان دانش‌آموخته ۱۸۴۶ کالج جکسون در کلمبیا، تنسی بود. او همرای عمویش هوگ براون در سپرینگ هیل به آموزش رشته حقوق پرداخت و در سال ۱۸۴۸ در بخش پذیرش دادگاه پذیرفته شد و در همان سال به کار عملی در بخش قانون در پولاسکی آغاز کرد.
براون نیز مانند برادرش قبل از جنگ‌های داخلی آمریکا یک ویگ (عضو حزب ویگ) بود و در پی فروپاشی حزب ویگ در میانه‌های دهه ۱۸۵۰ او به حمایت از نامزدهای پیشین ویگ ادامه داد. او در جریان انتخابات ریاست جمهوری سال ۱۸۶۰ به عنوان برگزیننده نامزد حزب اتحادیه قانون اساسی جان بل خدمت کرد، کسی که مخالف جدایی بود و در مورد مسئله برده‌داری موضع بی طرفانه‌ای اتخاذ کرد، اگر چه در هفته‌های پس از نبرد فورت سومتر در آوریل ۱۸۶۱ احساسات تجزیه طلبانه در سراسر تنسی از بین رفت اما براون به همراه برادرش و در نهایت جان بل طرف‌ها را تعویض کرد و از مؤتلفه کبود حمایت کرد.

## جنگ داخلی آمریکا
در ماه مه ۱۸۶۱ براون به عنوان سرباز در پیاده‌نظام مؤتلفه ثبت نام کرد و کمی بعد به‌عنوان سرهنگ پیاده‌نظام سوم تنسی انتخاب شد. او بعدها مسئول یک تیپ متشکل از سه هنگ تنسی قرار گرفت.
در پی تسلیم فورت دونلسون، او پیش از مبادله اسیران در اوت ۱۸۶۲ به مدت شش ماه به عنوان اسیر جنگی در فورت وارن ماساچوست نگهداری می‌شد. به زودی پس از آن به سرتیپ ارتقا یافت و به عنوان فرمانده یک تیپ بزرگتری را متشکل از نیروهای فلوریدا و می‌سی‌سی‌پی تقرر یافت. او در اواخر ۱۸۶۲ تا ۱۸۶۳ در کارزارهای برکستون براگ در ایالت‌های کنتاکی و تنسی شرکت کرد. براون در نبردهای پری ویل و چیکاداوگا در حالی که رهبری تیپ خود را بر عهده داشت، زخمی شد. نیروهای او در این نبردها بخشی از خط دفاعی در میشنری ریج در سال ۱۸۶۳ بودند.
در سال ۱۸۶۴ براون در کمپین آتلانتا جنگید و در زمان‌های مختلف به‌طور موقت فرماندهی یک بخش را بر دست داشت. در ماه اوت به سرلشکری ارتقا یافت و به‌طور رسمی به عنوان فرمانده یک بخش از سپاه چیتاهام گماشته شد. او در نبرد فرانکلین در سال ۱۸۶۴ دوباره زخم برداشت و شش نفر از ژنرال‌های همکارش کشته شدند. او تا چندین ماه به منظور بهبودی کامل و تا پایان کمپین کارولیناها در آوریل ۱۸۶۵ دوباره به ارتش نپیوست.

## فرماندار تنسی
براون به پولاسکی برگشت و سال بعد کار قانون‌گذاری خود را از سر گرفت. او در سال ۱۸۶۹ به مجمع عمومی تنسی انتخاب شد. در سال بعد، او نماینده کنوانسیون قانون اساسی ایالتی بود و توسط هم گروه‌هایش به عنوان رئیس آن انتخاب شد. این کنوانسیون قانون اساسی دولت در سال ۱۸۳۴ را به گونه اساسی ترتیب کرد و اساساً آن را برای پاسخگویی به خواسته‌های پس از جنگ داخلی بروز کرد. این سند در پهلوی اینکه حق رأی دادن به تمام مردان حداقل ۲۱ ساله را بدون در نظر گرفتن نژاد تضمین کرده بود، مالیات سرانه را نیز به‌وجود آورد. اگرچه این قانون چندین بار اصلاح شده‌است، اما همچنان قانون اساسی فعلی ایالت تنسی باقی مانده‌است.
اگرچه او پیش از جنگ داخلی عضویت حزب ویگ را داشت اما پس از پایان جنگ به حزب دموکرات پیوست و در سال ۱۸۷۰ به عنوان نامزد فرمانداری این حزب نامزد شد. از آنجا که قانون اساسی جدید حق رأی را به مؤتلفه‌های سابق بازگرداند، براون به راحتی حریف جمهوری‌خواه خود ویلیام اچ واینر از شلبیویل را با رأی ۷۸٬۹۷۹ در برابر ۴۱٬۵۰۰ رأی از پیش رو برداشت. او با تفاوت اندک، ۹۷٬۷۰۰ رأی در برابر ۸۴٬۰۸۹ رأی در برابر آلفرد ای فریمن نامزد جمهوری‌خواه در سال ۱۸۷۲ دوباره انتخاب شد.
یکی از درد سر سازترین مسئله فرمانداری براون بدهی‌های روزافزون ایالت بود. در دهه‌های گذشته تنسی ۴۳ میلیون دلار بدهی سودی انباشته داشت که بیشتر برای پرداخت هزینه پیشرفت‌های داخلی مانند ساخت و ساز شاهراه‌ها و وام به راه‌آهن بود. فرماندار ویلیام براونلو این مشکل را با صدور اوراق قرضه بیشتر برای پرداخت سود بدهی‌های سودی در اواخر دهه ۱۸۶۰ تشدید کرد. تا زمانی که براون به قدرت رسید، دولت در تلاش بود تا سود این بدهی را بپردازد. براون موفق شد بدهی سودی ایالت را به ۲۰ میلیون دلار کاهش دهد و تمام بدهی‌های بازپرداخت کوتاه مدت ایالت را حذف کرد. اما در نهایت تلاش‌های او بیهوده ثابت شد و دولت به دنبال بحران مالی سال ۱۸۷۳ از بازپرداخت بدهی‌های خود امتناع ورزید.
دولت براون اولین قانون مدارس دولتی واقعاً مؤثر این ایالت را وضع کرد که خواستار تأسیس هیئت مدیره برای مدارس شهرستان‌ها و شهرها و ایجاد دفتر هیئت مدیره ایالتی برای آموزش عمومی شد. براون همچنین از هیئت مدیره‌ای برای اداره مدارس محلی و سازمان مدارس جداگانه برای کودکان آفریقایی-آمریکایی و سفیدپوست طرفداری می‌کرد.

## اواخر زندگی
در سال ۱۸۷۴ براون که از تلاش‌های توماس ای اسکات برای ساخت راه‌آهن فرا قاره‌ای در جنوب حمایت می‌کرد، به عنوان دستیار رئیس به راه‌آهن تگزاس و اقیانوس آرام پیوست. او در سال ۱۸۸۵ به عنوان سرپرست راه‌آهن منصوب شد و در سال ۱۸۸۸ به ریاست این اداره رسید. سال بعد رئیس شرکت زغال‌سنگ، آهن و راه‌آهن تنسی شد که یکی از بزرگترین شرکت‌های صنعتی جنوب بود. براون همچنین به عنوان رئیس شرکت زغال‌سنگ بون آیر که عملیات استخراج زغال‌سنگ در پلات کامبرلند در نزدیکی کراس ویل در دهه ۱۸۸۰ بود، خدمت کرد.
براون در تابستان ۱۸۸۹ بیمار شد و به امید بهبودی به رید بایلینگ اسپرینگز که متشکل از چشمه‌های معدنی در شمال مرکزی تنسی است، سفر کرد. اما در ۱۷ اوت ۱۸۸۹ دچار خونریزی معده شد و درگذشت. جسد او به پولاسکی بازگردانده شد و در گورستان شهر میپل وود به خاک سپرده شد.